# Milga
Milga (auch Katrien, St. Katherina genannt) ist eine Ortschaft in Ägypten, im Zentrum des südlichen Sinai.
Sie liegt unterhalb des 2285 m hohen Djebel Musa (Mosesberg). Rund zwei Kilometer südöstlich von Milga liegt das Katharinenkloster, das zwischen 548 und 565 n. Chr. gegründet wurde. Milga ist Ausgangspunkt für Erkundungen der Region.